# UWA世界女子タッグ王座
UWA世界女子タッグ王座は、UWAが管理、認定していた王座。

## 歴史
1991年、LLIが創設。
1992年1月19日、ユニバーサル・プロレスリング後楽園ホール大会で行われた初代王座決定戦に勝利した豊田真奈美&山田敏代組が初代王者になった。
全日本女子プロレスでタイトルマッチが行われていた。
1995年9月2日、王者の三田英津子&下田美馬組が返上。その後、王座決定戦が行われないまま事実上封印状態となる。
1997年、LLIが解散。
2001年、元王者の三田&下田組がチャンピオンベルトをアルシオンに持ち込んで王座が復活。
2002年、空位となって事実上封印状態となる。

## 歴代王者
| 歴代  | タッグチーム          | 戴冠回数 | 防衛回数 | 獲得日付       | 獲得場所 （対戦相手・その他）                      |
| ----- | --------------------- | -------- | -------- | -------------- | -------------------------------------------------- |
| 初代  | 豊田真奈美 & 山田敏代 | 1        | 不明     | 1992年1月19日  | 後楽園ホール レディ・アパッチェ & KAORU 1993年返上 |
| 第2代 | 堀田祐美子 & 井上貴子 | 1        | 不明     | 1993年9月5日   | 後楽園ホール 北斗晶 & みなみ鈴香                   |
| 第3代 | 三田英津子 & 下田美馬 | 1        | 7        | 1994年3月30日  | 沖縄県立奥武山公園体育館 1995年9月2日返上          |
| 第4代 | 三田英津子 & 下田美馬 | 2        | 1        | 2001年11月25日 | 東京ベイNKホール GAMI & 玉田凛映 2002年封印        |